# 타르치시오 베르토네

궁무처장 시절 문장

타르치시오 베르토네(이탈리아어: Tarcisio Bertone, 1934년 12월 2일 -)는 이탈리아의 로마 가톨릭교회 추기경이다. 1991년에서 1995년까지 베르첼리 대교구장을 지냈으며, 1995년부터 2002년까지 교황청 신앙교리성 차관을, 2002년에서 2006년까지는 제노바 대교구장을 지냈다. 2006년부터 2013년까지 교황청 국무성성 장관을 지냈다. 2003년 교황 요한 바오로 2세에 의해 사제급 추기경으로 서임되었으며, 2008년 5월 10일 교황 베네딕토 16세에 의헤 프라스카티 교구 명의 주교급 추기경으로 임명되었다.
교황청 내의 대표적인 축구 팬인 그는 유벤투스의 열성팬으로 알려져 있으며, 한때 지방 TV에 출연해 직접 축구 해설자로 활약하기도 했다.

## 생애

### 젊은 시절
베르토네는 이탈리아 피에몬테주 로마노카나베제에서 8남매 중 5남으로 태어났다. 그의 어머니는 이탈리아 국민당(현재의 기독교 민주당)의 반파시즘 운동에 적극적으로 참여했던 것으로 알려졌다.
베르토네는 1950년 12월 3일 살레시오회에 입회하였으며, 1960년 7월 1일 사제 서품을 받았으며, 교회법 박사 학위를 받았다. 그의 교회법 박사학위 논문은 ‘교황 베네딕토 14세의 사상 안에서 교회의 통치’를 주제로 한 것이었다. 1991년까지 그는 교황청립 살레시오 대학교에서 1967년과 1976년에 각각 윤리 신학 교수와 교회법 교수를 지냈다. 1988년에는 요제프 라칭거 추기경의 보좌하는 전문 일원으로서 파문당한 마르셀 르페브르 대주교와의 대화에 나서기도 하였다. 또한, 그는 2001년 교황 요한 바오로 2세가 한국인 통일교 신자와 결혼해 물의를 빚은 잠비아의 엠마누엘 밀링고 대주교를 회개시키는 일에도 조력하였는데 밀링고 전 대주교는 2006년 9월 24일 기혼 남자 4명에게 주교 서품을 주었다가 같은 달 26일 교황청에 의해 파문됐다.

### 대주교와 추기경
1991년 7월 4일, 베르토네는 교황 요한 바오로 2세에 의해 대주교로 임명됨과 동시에 베르첼리 대교구장으로 임명되었다. 1995년부터 2002년까지 교황청 신앙교리성의 차관으로서 라칭거 추기경 밑에서 근무하였다. 2002년 12월 10일 제노바 대교구의 교구장으로 착좌하였으며, 2003년 8월 21일 사제급 추기경에 서임되었다.
2000년 성년, 베르토네 추기경은 요한 바오로 2세 교황의 위임을 받아 파티마의 성모가 전한 마지막 메시지를 세상에 공표하였다.
2005년 3월 15일, 베르토네는 교회의 오랜 침묵을 깨고 정면으로 나서서 댄 브라운의 소설 다빈치 코드를 날카롭게 비평하였다. 이 소설은 기독교의 전통적인 가르침과는 달리 예수 그리스도가 마리아 막달레나와 혼인하였으며, 두 사람의 혈통이 지금까지 이어오고 있다는 내용을 핵심 줄거리로 하고 있다. 그는 “다빈치 코드는 황당하고 저속한 왜곡으로 교회에 대한 신회를 실추시키려는 악의적인 시도”라며 제노바에서 일련의 공개 토론을 통해 소설에 포함된 내용의 허구성을 공박하였다. 토론회에서 베르토네 추기경은 다빈치 코드를 ‘상한 음식’에 비유하며 ‘싸구려 거짓말’로 규정, 서점에서 판매하지도 말고 읽지도 말아야 한다면서 보이콧을 주장하였다. 당시 베르토네 추기경이 주재한 제노바 토론회에는 청중이 강당 좌석을 가득 메운 것은 물론 복도와 심지어는 창문 밖에까지 수백여 명이 운집하였다.
2006년 6월 22일, 베르토네 추기경은 교황 베네딕토 16세에 의해 안젤로 소다노 추기경의 후임자로서 차기 교황청 국무원장으로 지명되었으며, 같은 해 8월 15일 정식 임명되었다.
베네딕토 16세는 또한 2007년 4월 4일에 베르토네 추기경을 교황 궁무처장에 임명하였다.

### 국무원장

#### 알렉세이 2세에 대한 반박
2006년 12월 5일 모스크바 총대주교 알렉세이 2세가 최근 가톨릭교회가 러시아와 다른 구소련 독립국가에 선교사를 파견하는 등 전통적인 정교회 지역을 함부로 침범하고 있다면서 로마 교황청이 매우 예의 없는 정책을 펼치고 있다고 비난하였다. 이에 대해 베르토네 추기경은 “우리는 러시아 내에서 일어나는 개종 문제에 전혀 관여한 바 없다.”라며 응수하였다.

#### 세금 논쟁
타르치시오 베르토네 추기경은 2007년 8월 19일 한 가톨릭 신도 모임 연설에서 모든 이탈리아 국민의 의무는 세금을 내는 것이고, 정부의 임무는 법률을 공정히 집행하고 서민을 위해 기금을 할당하는 것이라고 밝혔다. 그는 “우리 모두는 의무를 다해야 하고 세금을 내야 한다.”라면서 조세 수입은 공정한 법률 집행 및 서민들과 극빈층을 돕기 위한 기금으로 사용돼야 한다고 말했다. 또한 그는 “정치인은 약자와 빈자에 초점을 맞추고 국가 자원의 배분에서 어떠한 불공정도 있어서는 안된다.”라고 말했다.
이 같은 발언은 며칠 전 부유한 북부 지역의 이익을 대변하는 우파 야당인 북부동맹의 당수 움베르토 보시가 로마노 프로디 총리 정부에 대항해 납세자 파업을 주장하면서 세금 논쟁이 뜨겁게 진행되는 와중에 나온 것이다. 지방분권주의 정당인 북부동맹은 과거에도 몇 차례나 그 같은 주장을 한 적이 있으며, 지난 주에 보시 당수가 이탈리아인들이 중앙 정부가 아니라 자기 지역의 지방 정부에 세금을 내야 한다고 촉구해 뜨거운 논란을 일으켰다.
베르토네 추기경의 발언에 대해 프로디 총리는 “그 분의 말씀에 전적으로 공감한다.”라고 말해 추기경이 정부의 입장을 지지한 것으로 주장했다. 반면, 북부동맹의 칼데롤리는 오히려 베르토네 추기경이 공정한 법률 집행을 언급한 것은 현 정부의 자세를 비판한 것이라고 주장하는 등 정부와 야당 모두가 아전인수식으로 해석하기에 바빴다.

#### 그리스도인 박해
베르토네 추기경은 2010년 12월 1일 유럽 안보 협력 기구(OSCE) 소속 56개국 정상급 관리들이 참석한 가운데 열린 회의에서 최근 종교를 이유로 불관용과 차별의 태도를 보이고 있는 오늘날 세계 상황에 대해 지적하면서, “특히 차별 받고 있는 그리스도인들의 처우를 개선하기 위해서 더욱 많은 노력을 기울여 달라”고 요청했다.
베르토네 추기경은 “현재 기독교는 가장 큰 차별과 박해를 받고 있는 종교”라고 지적하면서 “전체 기독교 신자들 중 무려 2억 명에 달하는 사람들이 종교 때문에 법적·문화적 차별로 어려움을 겪고 있다.”라고 말했다. 그는 이어 2009년 OSCE가 실시한 한 연구 조사에서 회원 국가 거의 전체에서 매우 다양한 형태로 반기독교적인 차별이 이뤄지고 있다는 증거가 나타났다며, “일부 국가에서는 여전히 불관용적이고 차별적인 법률과 관행, 배제의 사례들이 나타난다”고 지적했다.